# Население на Гватемала
Населението на Гватемала според преброяването през 2018 г. е 14 901 286 души.

## Възрастов състав
(2007)
- 0-14 години: 40,8 % (мъже: 2 641 179, жени: 2 556 397)
- 15-64 години: 55,5 % (мъже: 3 426 376, жени: 3 642 157)
- над 65 години: 3,6 % (мъже: 213 801, жени: 248 201)

## Коефициент на плодовитост
- 2005 г. – 3,80
- 2018 г. – 2,62

## Расов състав
Според преброяването от 2018 г. мнозинството от населението на страната са метиси (50-52%) и индианци (43%). Има и бели гватемалци (4-6 %).

## Език
60 % от гватемалците говорят испански, а останалите 40 % – на местни индиански езици.

## Религия
(2017)
- 48,1% – католици
- 35,2% – протестанти
- 14,1% – атеисти
- 2,6% – други